# Bakloh
Bakloh là một thị xã quân sự (cantonment) của quận Chamba thuộc bang Himachal Pradesh, Ấn Độ.

## Nhân khẩu
Theo điều tra dân số năm 2001 của Ấn Độ, Bakloh có dân số 1809 người. Phái nam chiếm 55% tổng số dân và phái nữ chiếm 45%. Bakloh có tỷ lệ 83% biết đọc biết viết, cao hơn tỷ lệ trung bình toàn quốc là 59,5%: tỷ lệ cho phái nam là 85%, và tỷ lệ cho phái nữ là 79%. Tại Bakloh, 10% dân số nhỏ hơn 6 tuổi.